# 进程政策
进程政策是经济政策的一种形式，与秩序政策相对，指国家直接在市场上出现，或者直接改变经济的内生变量，以达到政策目的。

## 内容和分类
进程政策包括：货币政策、财政政策、收入政策、价格政策。